# Kim Sang-ok
Kim Sang-ok (Hangul: 김상옥) fue un poeta coreano autodidacta.

## Biografía
Kim Sang-ok nació el 15 de marzo de 1920 en Tongyeong, provincia de Gyeongsang del Sur, Corea, y falleció el 31 de octubre de 2004. Utilizó el apodo de Chojeong. Fue encarcelado en numerosas ocasiones por difundir sentimientos antijaponeses. En 1938 participó junto con Kim Yongho y Ham Yunsu en el grupo literario que creó la revista Cebada, en la cual él publicó los poemas "Un grano de arena" (Moraeal) y "El salón de té" (Dabang) en 1938. Después de la liberación de Corea, fue profesor en la Escuela de Bachillerato Masan, la Escuela de bachillerato femenino Busan y la Escuela femenina Gyeongnam. Fundó la Asociación Tongyeong de Escritores en 1966.

## Obra
Empezó su carrera literaria como escritor de poemas sijo, pero durante el periodo posterior a la liberación, expandió su espectro poético al verso libre. Sus obras tempranas están marcadas por una actitud contemplativa hacia el mundo. En vez de intentar un cambio, sus primeros poemas como "Baekjabu" y "El comienzo del invierno" (Ipdong) sirven como reflejo pasivo del mundo. Su mundo poético se inscribe en el lirismo tradicional de la luz de la luna, las flores de calabaza y el lazo de cola de cerdo, con el que el poeta busca superar la violencia del pasado. Hace uso en los poemas sijo de un lenguaje lúcido para expresar su deseo de liberar las fuerzas de la vida que se encuentran detrás de los fenómenos externos. Por esta razón, algunos críticos han dicho que ha conseguido aunar la calidad de los poemas abstractos de Lee Eunsang con la sensibilidad vibrante de Lee Byeonggi. En 1963 empezó a modernizar los sijo de su propia obra, poniendo énfasis en la composición de sijos de tres líneas y tres estrofas.
En 1995 ganó tres premios: el Premio JoongAng de sijo, el Premio Literario Nosan y el Premio de Conservación de la Cultura.

## Obras en coreano (lista parcial)
Poemarios
- Arpa de césped (Chojeok)
- Canciones de las alturas (Gowonui gok)
- Poemas profanos (Idanui si)
- Meditaciones (Uisang)
- Canciones de árboles y piedras (Mokseogui norae)
- Poemas de tres versos (Samhaengsi)
- Moliendo la tinta china (Meogeul galdaga)

Ensayos
- Poesía y porcelana (1975)

## Premios
- Premio de Sijo JoongAng (1995)
- Premio Literario Nosan (1995)
- Premio de Conservación de la Cultura  (1995)